# Vườn quốc gia Zahamena
Vườn quốc gia Zahamena là một vườn quốc gia tại Madagascar, được thành lập năm 1997. Vườn bao phủ một diện tích 423 kilômét vuông (163,32 dặm vuông Anh) trong tổng diện tích vùng bảo tồn 643 kilômét vuông (248,26 dặm vuông Anh). Đây là một phần của Rừng mưa Atsinanana, một di sản thiên nhiên thế giới UNESCO được công nhận năm 2007 và gồm 13 vùng riêng biệt nằm trong tám vườn quốc gia ở phía đông Madagascar. Năm 2001, BirdLife International tính rằng vườn có 112 loài chim, trong đó 67 loài đặc hữu Madagascar.
Vườn là nơi sinh sống của 46 loài bò sát, 112 loài chim, 62 loài lưỡng cư và 48 loài động vật có vú, gồm 13 loài vượn cáo. Dân cư sinh sống trong vườn chủ yếu là người Betsimisaraka và Sihanak. Những động vật nổi bật là: Indri indri (babakoto), loài vượn cáo đen với vá trắng; cú lợn đỏ Madagascar (Tyto soumagnei), tên bản địa vorondolomena; Paroedura masobe, một loài tắc kè nhỏ với tên bản địa katsatsaka; diều ăn rắn Madagascar (Eutriorchis astur); và Newtonia fanovanae, một loài chim rất thường gặp trong vườn. Hai loài thực vật đặc hữu nổi bật là Marattia boivinii (kobila) và Blotella coursii (fanjana malemy).

## Địa lý
Vườn quốc gia Zahamena nằm ở phía đông đảo Madagascar, 40 kilômét (25 mi) về phía đông bắc của Ambatondrazaka, 70 kilômét (43 mi) về phía tây bắc của Tamatave và khoảng 25 kilômét (16 mi) về phía đông của Hồ Alaotra. Vườn bị xem là khó tiếp cận, nên không thu hút nhiều du khách. Nó là một phần của hệ sinh thái Rừng mưa Atsinanana. Vườn tọa lạc tại vùng địa thế nhấp nhô của những mặt đá phía đông của khu vực đồi núi Madagascar với độ cao từ 254–1.560 mét (833–5.118 ft). Địa hình này tạo nên một dải phân cách giữa vùng núi và vùng đất thấp. Vườn được chia làm hai phần (đông và tây) với những ngôi làng ở giữa. Nó được tạo nên từ nhiều thung lũng và có nhiều con sông chảy qua, như sông Sahatavy và sông Sarondrina. Ở phần tây bắc lại có nhiều con sông chảy vào Hồ Alaotra. Trụ sở quan lý đặt tại Antanandava. Về mặt khí hậu, lượng mưa hàng năm từ 180–200 cm; nhiệt độ trung bình được ghi nhận từ 15 đến 28 °C (59 đến 82 °F).

## Thực vật
Vườn là nơi lưu giữ một vài khu rừng mưa nguyên thủy nhất Madagascar. Tại những độ cao khác nhau, loại hình thực vật cũng thay đổi, thể hiện sự đa dạng sinh học. Hệ thực vật rừng phát triển (99% diện tích được phủ rừng) với nhiều loài phong phú. Rừng ẩm thường xanh tại vùng đất thấp gồm những tán cây cao 15–20 mét (49–66 ft). Cây tại khu vực này là Tambourissa, Weinmannia, Diospyros, Ravensara và Dalbergia. Vùng cây bụi gồm dương xỉ mộc Cyatheales, Lindsaea linearis và Pandanus. Vườn cũng có những khoảng rừng thứ sinh. Lên độ cao trung bình, rừng ẩm thường xanh dày được ghi nhận. Trên độ cao này, chủ yếu rừng lá cứng vùng núi hiện diện. Hệ cây bụi sườn núi gồm cây thảo (Impatiens, Begonia) và dương xỉ Polystichum chiếm ưu thế. Hệ thực vật được ghi nhận gồm 60 loài lan, 20 loài cau và cọ, và hơn 500 loài cây thân gỗ.

## Động vật
Hệ động vật được ghi nhận gồm 45 loài động vật có vú, trong đó có 13 loài vượn cáo, như Propithecus diadema, Varecia variegata, Indri indri, Allocebus trichotis, Daubentonia madagascariensis và Prolemur simus. Những loài động vật đặc hữu Madagascar có mặt trong vườn là: năm họ linh trưởng (vượn cáo); bảy chi gặm nhấm và sáu chi bộ Ăn thịt; 46 loài bò sát, gồm cả Boa manditra. 22 loài trong tất cả số này hiện đang bị đe dọa, gồm 8 loài thuộc diện cực kỳ nguy cấp, 9 loài nguy cấp, và 5 loài dễ thương tổn. Ngoài ra, còn có nhiều loài dơi đặc hữu.